# Lac Buade
Lac Buade är en sjö i Kanada.   Den ligger i regionen Saguenay–Lac-Saint-Jean och provinsen Québec, i den östra delen av landet, 400 km norr om huvudstaden Ottawa. Lac Buade ligger 392 meter över havet. Arean är 13,6 kvadratkilometer. Den sträcker sig 12,9 kilometer i nord-sydlig riktning, och 3,9 kilometer i öst-västlig riktning.
Trakten runt Lac Buade är nära nog obefolkad, med mindre än två invånare per kvadratkilometer.